# Rozhor
Rozhor nebo rozor či rozorání je stará pomocná délková jednotka, jíž se užívalo při orbě zemědělského pozemku. Jednalo se o to, že při orbě se vždy zemina nahrnula na jednu stranu, což pak mělo vliv na plošný obsah celého zoraného pole a bylo ji nutno zahrnovat do jeho celkové výměry.
- Rozor je také způsob orby a toto slovo tam má jiný význam: viz orba.

## Velikost
předpokládaná hodnota:
- 1 rozhor = 4/3 lokte = 0,79 metru.